# Eleições parlamentares europeias de 2004 no distrito de Coimbra
| Eleições parlamentares europeias de 2004 em Portugal Distritos: Aveiro \| Beja \| Braga \| Bragança \| Castelo Branco \| Coimbra \| Évora \| Faro \| Guarda \| Leiria \| Lisboa \| Portalegre \| Porto \| Santarém \| Setúbal \| Viana do Castelo \| Vila Real \| Viseu \| Açores \| Madeira \| Estrangeiro |

## Resultados por Concelho
Os resultados nos concelhos do Distrito de Coimbra foram os seguintes:

### Arganil
| Partido                 | Partido                        | Votos  | %               | +/-  |
| ----------------------- | ------------------------------ | ------ | --------------- | ---- |
|                         | Partido Socialista             | 2 107  | 45,93 / 100,00  | 1,09 |
|                         | Força Portugal                 | 1 886  | 41,12 / 100,00  | 5,06 |
|                         | Coligação Democrática Unitária | 104    | 2,27 / 100,00   | 0,16 |
|                         | Bloco de Esquerda              | 98     | 2,14 / 100,00   | 1,32 |
|                         | Outros                         | 160    | 3,49 / 100,00   |      |
| Votos Inválidos         | Votos Inválidos                | 232    | 5,06 / 100,00   | 1,14 |
| Total                   | Total                          | 4 587  | 100,00 / 100,00 |      |
| Eleitorado/Participação | Eleitorado/Participação        | 11 905 | 38,53 / 100,00  | 5,45 |

### Cantanhede
| Partido                 | Partido                        | Votos  | %               | +/-  |
| ----------------------- | ------------------------------ | ------ | --------------- | ---- |
|                         | Força Portugal                 | 4 809  | 45,50 / 100,00  | 5,04 |
|                         | Partido Socialista             | 4 166  | 39,42 / 100,00  | 1,74 |
|                         | Bloco de Esquerda              | 360    | 3,41 / 100,00   | 2,42 |
|                         | Coligação Democrática Unitária | 300    | 2,84 / 100,00   | 0,33 |
|                         | Outros                         | 352    | 3,33 / 100,00   |      |
| Votos Inválidos         | Votos Inválidos                | 582    | 5,51 / 100,00   | 2,23 |
| Total                   | Total                          | 10 569 | 100,00 / 100,00 |      |
| Eleitorado/Participação | Eleitorado/Participação        | 33 304 | 31,73 / 100,00  | 4,70 |

### Coimbra
| Partido                 | Partido                        | Votos   | %               | +/-  |
| ----------------------- | ------------------------------ | ------- | --------------- | ---- |
|                         | Partido Socialista             | 24 359  | 48,93 / 100,00  | 1,71 |
|                         | Força Portugal                 | 13 868  | 27,86 / 100,00  | 6,15 |
|                         | Coligação Democrática Unitária | 4 317   | 8,67 / 100,00   | 1,75 |
|                         | Bloco de Esquerda              | 3 547   | 7,12 / 100,00   | 3,70 |
|                         | Outros                         | 1 625   | 3,26 / 100,00   |      |
| Votos Inválidos         | Votos Inválidos                | 2 067   | 4,15 / 100,00   | 0,94 |
| Total                   | Total                          | 49 783  | 100,00 / 100,00 |      |
| Eleitorado/Participação | Eleitorado/Participação        | 123 728 | 40,24 / 100,00  | 0,51 |

### Condeixa-a-Nova
| Partido                 | Partido                                         | Votos  | %               | +/-  |
| ----------------------- | ----------------------------------------------- | ------ | --------------- | ---- |
|                         | Partido Socialista                              | 2 276  | 54,54 / 100,00  | 0,98 |
|                         | Força Portugal                                  | 1 048  | 25,11 / 100,00  | 5,23 |
|                         | Coligação Democrática Unitária                  | 348    | 8,34 / 100,00   | 0,74 |
|                         | Bloco de Esquerda                               | 213    | 5,10 / 100,00   | 3,67 |
|                         | Partido Comunista dos Trabalhadores Portugueses | 42     | 1,01 / 100,00   | 0,19 |
|                         | Outros                                          | 80     | 1,92 / 100,00   |      |
| Votos Inválidos         | Votos Inválidos                                 | 166    | 3,98 / 100,00   | 0,61 |
| Total                   | Total                                           | 4 173  | 100,00 / 100,00 |      |
| Eleitorado/Participação | Eleitorado/Participação                         | 11 282 | 36,99 / 100,00  | 2,75 |

### Figueira da Foz
| Partido                 | Partido                                         | Votos  | %               | +/-  |
| ----------------------- | ----------------------------------------------- | ------ | --------------- | ---- |
|                         | Partido Socialista                              | 9 390  | 48,90 / 100,00  | 0,15 |
|                         | Força Portugal                                  | 5 667  | 29,51 / 100,00  | 6,13 |
|                         | Coligação Democrática Unitária                  | 1 302  | 6,78 / 100,00   | 1,26 |
|                         | Bloco de Esquerda                               | 1 127  | 5,87 / 100,00   | 4,31 |
|                         | Partido Comunista dos Trabalhadores Portugueses | 229    | 1,19 / 100,00   | 0,40 |
|                         | Outros                                          | 522    | 2,70 / 100,00   |      |
| Votos Inválidos         | Votos Inválidos                                 | 965    | 5,02 / 100,00   | 1,30 |
| Total                   | Total                                           | 19 202 | 100,00 / 100,00 |      |
| Eleitorado/Participação | Eleitorado/Participação                         | 55 981 | 34,30 / 100,00  | 1,25 |

### Góis
| Partido                 | Partido                        | Votos | %               | +/-  |
| ----------------------- | ------------------------------ | ----- | --------------- | ---- |
|                         | Partido Socialista             | 927   | 53,31 / 100,00  | 0,81 |
|                         | Força Portugal                 | 578   | 33,24 / 100,00  | 3,57 |
|                         | Bloco de Esquerda              | 36    | 2,07 / 100,00   | 0,95 |
|                         | Coligação Democrática Unitária | 21    | 1,21 / 100,00   | 1,07 |
|                         | Outros                         | 67    | 3,86 / 100,00   |      |
| Votos Inválidos         | Votos Inválidos                | 110   | 6,33 / 100,00   | 2,02 |
| Total                   | Total                          | 1 739 | 100,00 / 100,00 |      |
| Eleitorado/Participação | Eleitorado/Participação        | 4 338 | 40,09 / 100,00  | 4,92 |

### Lousã
| Partido                 | Partido                        | Votos  | %               | +/-  |
| ----------------------- | ------------------------------ | ------ | --------------- | ---- |
|                         | Partido Socialista             | 2 913  | 56,08 / 100,00  | 0,20 |
|                         | Força Portugal                 | 1 420  | 27,34 / 100,00  | 5,18 |
|                         | Bloco de Esquerda              | 214    | 4,12 / 100,00   | 2,68 |
|                         | Coligação Democrática Unitária | 181    | 3,48 / 100,00   | 0,63 |
|                         | Outros                         | 175    | 3,36 / 100,00   |      |
| Votos Inválidos         | Votos Inválidos                | 291    | 5,60 / 100,00   | 0,82 |
| Total                   | Total                          | 5 194  | 100,00 / 100,00 |      |
| Eleitorado/Participação | Eleitorado/Participação        | 13 173 | 39,43 / 100,00  | 6,02 |

### Mira
| Partido                 | Partido                        | Votos  | %               | +/-  |
| ----------------------- | ------------------------------ | ------ | --------------- | ---- |
|                         | Força Portugal                 | 1 730  | 44,47 / 100,00  | 5,48 |
|                         | Partido Socialista             | 1 649  | 42,39 / 100,00  | 0,48 |
|                         | Bloco de Esquerda              | 141    | 3,62 / 100,00   | 2,60 |
|                         | Coligação Democrática Unitária | 67     | 1,72 / 100,00   | 0,71 |
|                         | Outros                         | 123    | 3,16 / 100,00   |      |
| Votos Inválidos         | Votos Inválidos                | 180    | 4,63 / 100,00   | 1,38 |
| Total                   | Total                          | 3 890  | 100,00 / 100,00 |      |
| Eleitorado/Participação | Eleitorado/Participação        | 11 786 | 33,01 / 100,00  | 4,44 |

### Miranda do Corvo
| Partido                 | Partido                        | Votos  | %               | +/-  |
| ----------------------- | ------------------------------ | ------ | --------------- | ---- |
|                         | Partido Socialista             | 2 230  | 57,06 / 100,00  | 1,50 |
|                         | Força Portugal                 | 1 101  | 28,17 / 100,00  | 5,90 |
|                         | Coligação Democrática Unitária | 164    | 4,20 / 100,00   | 0,22 |
|                         | Bloco de Esquerda              | 128    | 3,28 / 100,00   | 2,23 |
|                         | Outros                         | 112    | 2,86 / 100,00   |      |
| Votos Inválidos         | Votos Inválidos                | 173    | 4,42 / 100,00   | 1,28 |
| Total                   | Total                          | 3 908  | 100,00 / 100,00 |      |
| Eleitorado/Participação | Eleitorado/Participação        | 10 521 | 37,14 / 100,00  | 2,69 |

### Montemor-o-Velho
| Partido                 | Partido                                         | Votos  | %               | +/-  |
| ----------------------- | ----------------------------------------------- | ------ | --------------- | ---- |
|                         | Partido Socialista                              | 3 656  | 54,79 / 100,00  | 1,76 |
|                         | Força Portugal                                  | 1 783  | 26,72 / 100,00  | 2,69 |
|                         | Coligação Democrática Unitária                  | 426    | 6,38 / 100,00   | 1,26 |
|                         | Bloco de Esquerda                               | 233    | 3,49 / 100,00   | 2,53 |
|                         | Partido Comunista dos Trabalhadores Portugueses | 85     | 1,27 / 100,00   | 0,51 |
|                         | Outros                                          | 157    | 2,35 / 100,00   |      |
| Votos Inválidos         | Votos Inválidos                                 | 333    | 4,99 / 100,00   | 1,87 |
| Total                   | Total                                           | 6 673  | 100,00 / 100,00 |      |
| Eleitorado/Participação | Eleitorado/Participação                         | 21 623 | 30,86 / 100,00  | 2,02 |

### Oliveira do Hospital
| Partido                 | Partido                        | Votos  | %               | +/-  |
| ----------------------- | ------------------------------ | ------ | --------------- | ---- |
|                         | Força Portugal                 | 2 914  | 43,41 / 100,00  | 2,87 |
|                         | Partido Socialista             | 2 890  | 43,06 / 100,00  | 0,45 |
|                         | Coligação Democrática Unitária | 169    | 2,52 / 100,00   | 0,85 |
|                         | Bloco de Esquerda              | 136    | 2,03 / 100,00   | 1,58 |
|                         | Outros                         | 247    | 3,68 / 100,00   |      |
| Votos Inválidos         | Votos Inválidos                | 356    | 5,31 / 100,00   | 1,65 |
| Total                   | Total                          | 6 712  | 100,00 / 100,00 |      |
| Eleitorado/Participação | Eleitorado/Participação        | 19 202 | 34,95 / 100,00  | 5,88 |

### Pampilhosa da Serra
| Partido                 | Partido                        | Votos | %               | +/-  |
| ----------------------- | ------------------------------ | ----- | --------------- | ---- |
|                         | Força Portugal                 | 909   | 45,86 / 100,00  | 6,80 |
|                         | Partido Socialista             | 873   | 44,05 / 100,00  | 3,54 |
|                         | Coligação Democrática Unitária | 29    | 1,46 / 100,00   | 0,22 |
|                         | Bloco de Esquerda              | 25    | 1,26 / 100,00   | 0,86 |
|                         | Outros                         | 69    | 3,49 / 100,00   |      |
| Votos Inválidos         | Votos Inválidos                | 77    | 3,89 / 100,00   | 1,40 |
| Total                   | Total                          | 1 982 | 100,00 / 100,00 |      |
| Eleitorado/Participação | Eleitorado/Participação        | 5 044 | 39,29 / 100,00  | 2,53 |

### Penacova
| Partido                 | Partido                        | Votos  | %               | +/-  |
| ----------------------- | ------------------------------ | ------ | --------------- | ---- |
|                         | Partido Socialista             | 2 335  | 46,97 / 100,00  | 1,59 |
|                         | Força Portugal                 | 1 901  | 38,24 / 100,00  | 6,70 |
|                         | Coligação Democrática Unitária | 248    | 4,99 / 100,00   | 0,96 |
|                         | Bloco de Esquerda              | 113    | 2,27 / 100,00   | 1,60 |
|                         | Outros                         | 157    | 3,15 / 100,00   |      |
| Votos Inválidos         | Votos Inválidos                | 217    | 4,37 / 100,00   | 1,45 |
| Total                   | Total                          | 4 971  | 100,00 / 100,00 |      |
| Eleitorado/Participação | Eleitorado/Participação        | 14 331 | 34,69 / 100,00  | 4,11 |

### Penela
| Partido                 | Partido                        | Votos | %               | +/-  |
| ----------------------- | ------------------------------ | ----- | --------------- | ---- |
|                         | Força Portugal                 | 874   | 45,17 / 100,00  | 7,95 |
|                         | Partido Socialista             | 794   | 41,03 / 100,00  | 2,88 |
|                         | Bloco de Esquerda              | 38    | 1,96 / 100,00   | 1,37 |
|                         | Coligação Democrática Unitária | 32    | 1,65 / 100,00   | 0,26 |
|                         | Outros                         | 76    | 3,93 / 100,00   |      |
| Votos Inválidos         | Votos Inválidos                | 121   | 6,26 / 100,00   | 1,85 |
| Total                   | Total                          | 1 935 | 100,00 / 100,00 |      |
| Eleitorado/Participação | Eleitorado/Participação        | 5 561 | 34,80 / 100,00  | 3,11 |

### Soure
| Partido                 | Partido                        | Votos  | %               | +/-     |
| ----------------------- | ------------------------------ | ------ | --------------- | ------- |
|                         | Partido Socialista             | 3 691  | 53,74 / 100,00  | 2,85    |
|                         | Força Portugal                 | 1 950  | 28,39 / 100,00  | 2,37    |
|                         | Coligação Democrática Unitária | 391    | 5,69 / 100,00   | Estável |
|                         | Bloco de Esquerda              | 231    | 3,36 / 100,00   | 2,38    |
|                         | Outros                         | 235    | 3,43 / 100,00   |         |
| Votos Inválidos         | Votos Inválidos                | 360    | 5,39 / 100,00   | 1,62    |
| Total                   | Total                          | 6 868  | 100,00 / 100,00 |         |
| Eleitorado/Participação | Eleitorado/Participação        | 18 324 | 37,48 / 100,00  | 0,91    |

### Tábua
| Partido                 | Partido                        | Votos  | %               | +/-  |
| ----------------------- | ------------------------------ | ------ | --------------- | ---- |
|                         | Partido Socialista             | 1 543  | 45,05 / 100,00  | 1,20 |
|                         | Força Portugal                 | 1 431  | 41,78 / 100,00  | 5,85 |
|                         | Coligação Democrática Unitária | 84     | 2,45 / 100,00   | 0,57 |
|                         | Bloco de Esquerda              | 75     | 2,19 / 100,00   | 1,33 |
|                         | Outros                         | 110    | 3,21 / 100,00   |      |
| Votos Inválidos         | Votos Inválidos                | 182    | 5,31 / 100,00   | 1,66 |
| Total                   | Total                          | 3 425  | 100,00 / 100,00 |      |
| Eleitorado/Participação | Eleitorado/Participação        | 10 348 | 33,10 / 100,00  | 7,59 |

### Vila Nova de Poiares
| Partido                 | Partido                                         | Votos | %               | +/-  |
| ----------------------- | ----------------------------------------------- | ----- | --------------- | ---- |
|                         | Partido Socialista                              | 823   | 43,92 / 100,00  | 0,73 |
|                         | Força Portugal                                  | 723   | 38,58 / 100,00  | 7,52 |
|                         | Coligação Democrática Unitária                  | 56    | 2,99 / 100,00   | 0,16 |
|                         | Bloco de Esquerda                               | 53    | 2,83 / 100,00   | 2,13 |
|                         | Partido Comunista dos Trabalhadores Portugueses | 20    | 1,07 / 100,00   | 0,87 |
|                         | Outros                                          | 56    | 2,99 / 100,00   |      |
| Votos Inválidos         | Votos Inválidos                                 | 143   | 7,63 / 100,00   | 3,53 |
| Total                   | Total                                           | 1 874 | 100,00 / 100,00 |      |
| Eleitorado/Participação | Eleitorado/Participação                         | 5 787 | 32,38 / 100,00  | 3,04 |